# Twenties
Twenties è un singolo del gruppo musicale svedese Ghost, pubblicato il 4 marzo 2022 come secondo estratto dal quinto album in studio Impera.

## Tracce
Testi e musiche di A Ghoul Writer, Salem Al Fakir e Vincent Pontare.
1. Twenties – 3:46

## Formazione
Gruppo
- Papa Emeritus IV – strumentazione
- Nameless Ghouls – strumentazione

Altri musicisti
- Hux Nettermalm – batteria
- Fredrik Åkesson – chitarra
- Martin Hederos – pianoforte
- Olivia Boman, Minou Forge, Inez Johansson, Elvira Nettermalm, Lita Åhlund, Alva Åkesson – coro

Produzione
- Klas Åhlund – produzione
- Martin Eriksson Sandmark – ingegneria del suono
- Stefan Boman – ingegneria del suono
- Vargas & Lagola – produzione aggiuntiva
- Andy Wallace – missaggio
- Ted Jensen – mastering